# Mrgastan
Mrgastan (en arménien Մրգաստան ; jusqu'en 1935 Hajjilar) est une communauté rurale du marz d'Armavir, en Arménie. Elle compte 1 570 habitants en 2009.